# Харборсайд
Харборсайд (The Harbourside, 君臨天下) — 73-этажный гонконгский небоскрёб, по состоянию на 2013 год являлся 15-м по высоте зданием города. Расположен в округе Яучиммон (входит в состав комплекса Юнион-сквер). Построен в 2003 году в стиле постмодернизма, считается одним из самых широких небоскрёбов в мире. Фактически является тремя башнями, соединёнными между собой в основании, середине и у вершины (для облегчения напряжения, создаваемого силой ветра, в фасаде имеются шесть больших промежутков). Имеет 864 парковочных места. Девелоперами проекта выступают компании Hang Lung Group и MTR Corporation.